# Septulina glauca
Septulina glauca är en tvåhjärtbladig växtart som först beskrevs av Carl Peter Thunberg, och fick sitt nu gällande namn av V. Tieghem. Septulina glauca ingår i släktet Septulina och familjen Loranthaceae. Inga underarter finns listade i Catalogue of Life.